# ブルネイ博物館ジャーナル
ブルネイ博物館ジャーナル（Brunei Museum Journal）はブルネイ博物館が1年に1回発行している学術雑誌である。第1号が刊行されたのは1969年のことである。
この雑誌は、ブルネイ・ボルネオ島（カリマンタン島）・東南アジアの学問の発展に寄与している。自然科学から考古学・民族学・歴史学といった人文科学に至るまで幅広い話題について掲載される。投稿者は博物館員のほか、同館の関係者ではない個人も含まれる。
1970年から1986年にかけては、分野別に6冊のブルネイ博物館ジャーナルが発行され、1991年以降は数多くの「特別版」（Special Publications）を出している。

## 分野別「ブルネイ博物館ジャーナル」
- 1号 D. E. Brown（1970） Brunei: The Structure and History of Bornean Malay Sultanate（ブルネイ：ボルネオ島のマレー国王制の構造と歴史）
- 2号 Tom Harrisson（1974）  Prehistoric Wood from Brunei（ブルネイ由来の有史以前の木材）
- 3号 （1979）Shaer Yang Di-Pertuan Sultan Muhammad Jamalul Alam Pehin Siraja Khatib Abdul Razak bin Hassanudin（ジャウィ文字をラテン文字に転写）
- 4号 H. G. Keith（1980） The United States Consul and The Yankee Raja  （アメリカ合衆国の領事とヤンキー国王）
- 5号 R.W. Beales, D.J.Currie and R.H. Lindley（1982） Investigations into Fisheries Resources in Brunei（ブルネイにおける水産資源に関する研究）
- 6号 Lim Jock Seng（1986） The Inter-relationship of Technology, Economy and Social Organization in a Fishing Village in Brunei（ブルネイの漁村における技術・経済・社会関係の相互関係）